# افسار برنزی لرستان
قطعه افسار برنزی لرستان یکی از اشیای باستانی است که به شکل یک موجود یا جن شاخدار شگفت انگیز با بدن گاو یا اسب است. این شی متعلق به نیمه دوم هزاره دوم پیش از میلاد است. این قطعه باستانی در لرستان ایران کشف شده‌است. قطعه افسار برنزی لرستان در اصل دو تکه بوده که توسط یک قطعه صلیبی شکل از ناحیه سوراخ وسط قطعه به هم وصل می‌شدند. این قطعه باستانی تجسم یک موجود تخیلی است که به صورت نیم رخ و با سری که به صورت کامل چرخیده‌است، ساخته شده‌است. انتهای بال این موجود عجیب موجود دیگری قرار دارد که حالت تهاجمی به خود گرفته‌است. موجود شاخدار با لگدمال کردن موجودی دیگر (احتمالاً یک بزغاله) بر روی زمین، قدرت خود را به رخ می‌کشد. دو حلقه بر روی بال موجود افسانه‌ای قرار دارد که طنابی از آن عبور می‌کند. ارتفاع این قطعه ۱۸٫۷ سانتی‌متر و عرض آن ۱۸٫۲ سانتی‌متر است و در موزه لوور نگهداری می‌شود.